# Serrapils
Els serrapils (en llatí serrapilli) eren un poble il·liri que vivia a la regió del riu Dravus a Pannònia, que només menciona Plini el Vell. Segons alguns autors, el seu nom podria haver-se conservat en el de la ciutat de Pilisch, però és només una conjectura.